# Annona crassivenia
Annona crassivenia är en kirimojaväxtart som beskrevs av William Edwin Safford.
Annona crassivenia ingår i släktet annonor och familjen kirimojaväxter. Inga underarter finns listade i Catalogue of Life.